# 上原ひろみ
上原 ひろみ（うえはら ひろみ、Hiromi Uehara、1979年3月26日 - ）は、日本の静岡県浜松市生まれ“BIOGRAPHY”.   Hiromi Uehara official site. 2025年4月10日閲覧。でアメリカ合衆国在住のジャズ・ピアニスト。
日本以外ではHiromiという名前で通している。2007年（平成19年）9月1日にデザイナーの三原康裕と結婚後の本名は、三原ひろみ。

## 人物
- バークリー音楽大学ジャズ作曲科とCWP（Contemporary Writing & Production）科を最優等で卒業。卒業式にてバークリーで最も名誉ある賞の一つであるビルボード寄贈奨学金を授与される。
- 制作に参加したアルバム『THE STANLEY CLARKE BAND FEAT. HIROMI（スタンリー・クラーク・バンド フィーチャリング 上原ひろみ）』が第53回グラミー賞「Best Contemporary Jazz Album」（ベスト・コンテンポラリー・ジャズ・アルバム）を受賞した[1]。
- 毎年、世界を舞台に約100日150公演のツアーを続けている。
- 日本人アーティストでは唯一となるニューヨーク・ブルーノートでの8年連続一週間公演を成功させている。
- DREAMS COME TRUE、矢野顕子、東京スカパラダイスオーケストラ、熊谷和徳、笑福亭鶴瓶、レキシらとの共演ライブも行っている。
- 影響を受けたアーティストはフランク・ザッパ、バッハ、オスカー・ピーターソン、アーマッド・ジャマル、スライ&ザ・ファミリー・ストーン、ドリーム・シアター、キング・クリムゾン、エロル・ガーナー、マルタ・アルゲリッチ、ウラディミール・ホロヴィッツ、ジェフ・ベックなど多数[2][3]。
- 影響を受けた人物はカール・ルイス、マイケル・ジョーダン[2]。
- 使用するピアノのメーカーはすべてヤマハ、シンセサイザー（キーボード）は、Nord Leadシリーズで、2025年5月現在はNord Lead A1を使用している（その回によって他の機械が複数ある場合がある）。

## 来歴

### 生い立ち
- 1979年、静岡県に生まれる。
- 1985年、6歳でピアノを始め、ヤマハ音楽教室ではピアノとともに作曲も学んだ。また、15歳以下の子供たちが参加するヤマハ音楽教室主催の「ジュニアオリジナルコンサート」（ヤマハでは、JOCと略称する）に何度も参加した。
- 1987年、8歳の時、ピアノの教師宅でジャズのレコードを見つけて以来ジャズへの傾倒が始まった。その後もジャズ好きの教師たちに恵まれ、周りの影響で小学校時代からすでに、オスカー・ピーターソンやエロル・ガーナーに熱中する時代を送り、当時からインプロヴィゼーションをこなす。校内の音楽会で発表するため、人気アニメの主題曲「おどるポンポコリン」を独自に編曲。楽器パートの譜面作りもすべて一人で行い、周囲を驚かせた。
- 1993年、14歳の時にチェコに行く機会があり、チェコ・フィルハーモニー管弦楽団と共演する機会を持つ。
- 1994年、『趣味百科 ピアノで名曲を』（NHK）に生徒として出演。シューマンの「幻想小曲集作品12 (シューマン)」から「飛翔」「なぜに」を演奏した。
- 1995年、静岡県立浜松北高等学校国際科に入学。在学中は、ロックにものめり込んだ。
- 12月、上原が16歳の時、上京した折にたまたまヤマハで来日公演のためのリハーサルを行っていたチック・コリアと出会い、コリアに促されて目の前でピアノを弾いた。上原の技術に感銘を受けたチックも加わり、その場で即興での共演となった。上原の卓越したピアノの才能を見抜いたチックは来日公演の最終日に上原をステージに上げ、今度は観客の前で共演を果たす。その後、チックの見立て通り、見事に音楽的才能を開花させた上原は国内外のコンサートに出演するかたわら、日産自動車や花王などのコマーシャル・ソングを作曲する。
- 1997年、ミシシッピー州知事からの招聘を受けたヤマハが、現地のサリアマラ国際芸術財団とヤマハ・アメリカ共催で開催した「チャリティ（インターナショナル）ジュニアオリジナルコンサート（JOC）」にアメリカの子ども8名とともに特別ゲストとして参加。このコンサートは全米三大ネットワークでテレビ放映された。
- 1999年、20歳のときに長年付き合いのあるヤマハの音楽支援制度で留学奨学支援（奨学金）を得たのを機に、マサチューセッツ州ボストン市にあるバークリー音楽大学への留学を決意する。20歳で法政大学法学部を中退し渡米。留学の主要な目的はピアノ修行ではなく、作編曲技術の習得であったので作編曲科に入学した。

### デビュー
- 2003年4月22日、上原はバークリー卒業を目前にしてアメリカのジャズの名門、テラーク・レコードと契約。デビュー・アルバム『Another Mind』（日本盤『アナザー・マインド』）をリリースし、世界デビュー。アーマッド・ジャマルと、その友人バークリー音楽院の指導者でジャズ・ベーシストのリチャード・エヴァンスによる共同製作作品として結実することになる。上原はデビューアルバムで、たった3人編成のピアノ・トリオで、どこまで音楽を拡張できるかを課題として追究した。その後、全米各地のジャズフェスティバルに出演した。
- 5月3日、「第8回 ケネディ・センター・メアリー・ルー・ウィリアム・ウィミン・イン・ジャズ・フェスティヴァル（Kennedy Center Presents Eighth Annual Mary Lou Williams Women in Jazz Festival）」にトリオで出演、そこでの演奏は「ロック、ファンク、ジャズ、パンクと音の力を究めた」と評価された。
- 5月11日、バークリー音楽大学を最優等[4]で卒業（小曽根真に次ぐ快挙だった。）。卒業式にてバークリーで最も名誉ある賞の一つであるビルボード寄贈奨学金を授与される。[5]
- 6月25日、ユニバーサルより日本盤『アナザー・マインド』リリースし、国内で正式デビュー。
- 10月19日 『情熱大陸』（毎日放送）に出演し、ボストン在住の上原を密着取材した場面やニューヨークやヨーロッパツアーに同行取材して撮影したライヴ映像などが全国配信された。
- 12月13日 - キリンのテレビCMに登場。

### 2004年
- 3月10日、「第18回 日本ゴールドディスク大賞」（主催日本レコード協会）で『アナザー・マインド』がジャズ・アルバム・オブ・ザ・イヤーを受賞する。
- 4月21日、2枚目のアルバム『Brain』をリリース。同アルバムはアメリカで「サラウンド・ミュージック・アワード＜ニュースター賞＞」を受賞。

### 2005年
- 活動の拠点をボストンからニューヨークに移す。
- 10月19日、サード・アルバム『スパイラル』をリリース。同アルバムは「ジャズディスク大賞 日本ジャズ賞」を受賞。

### 2006年
- 1月31日、雑誌「SWITCH」の20周年企画「SWITCH ON LIVE」の第4弾の記念ライブとして恵比寿LIQUIDROOMでDREAMS COME TRUEとの一夜限りのライブを行なった。
- 12月8日、昭和女子大学人見記念講堂で矢野顕子とジョイントライブを行なった。この年発売の矢野のアルバム『はじめてのやのあきこ』にも参加。
- 9月 「やらまいか大使」に任命された。
- 「ミラノ・コレクション」で演奏。
- 「ボストン・ミュージック・アワード」の2006年ベスト・ジャズ・アクトを受賞した。

### 2007年
- 2月21日、4作目のアルバム『タイム・コントロール』リリース。前作のトリオにDave Fiuczynski (g) を迎えて“Hiromi's Sonicbloom”というプロジェクトを結成、発売に際してタワーレコード渋谷店でインストアライブ、原宿で番組収録イベントを行った。
- 「平成18年度（第57回）芸術選奨新人賞（大衆芸能部門）」に選出される。
- 世界最大のフェスティバル、イギリスの「グラストンベリー・フェスティバル」に出演。
- 11月公開の映画『オリヲン座からの招待状』（浅田次郎原作、宮沢りえ主演）にメインテーマ曲「PLACE TO BE」を提供。また、劇中音楽を手がけた作曲家村松崇継はヤマハ音楽教室時代の同窓生。プロになって約11年ぶりに再会を果たした。
- 9月1日、デザイナーの三原康裕と結婚した。

### 2008年
- 1月30日、チック・コリアとのアルバム『デュエット』をリリース。
- 5月28日、アルバム『ビヨンド・スタンダード』リリース。
- 6月27日放送の『僕らの音楽』（フジテレビ）で絢香と共演。
- 12月30日、『ビヨンド・スタンダード』で「第50回日本レコード大賞」の優秀アルバム賞を受賞[6]。

### 2009年
- 4月、スタンリー・クラークとのプロジェクトとしてアルバム『ジャズ・イン・ザ・ガーデン』をThe Stanley Clarke Trio with Hiromi & Lenny White名義でリリース。
- 9月、アルバム『プレイス・トゥ・ビー』をリリース。初のピアノソロ作品。

### 2010年
- 1月26日、アメリカでソロ・ピアノ作品『Place to Be』をリリース（日本国内は2009年発売）し、アメリカのアマゾンのジャズチャートで1位を記録。
- スタンリー・クラーク・トリオとして北米、日本をツアー。
- 6月2日に発売されたスタンリー・クラーク・バンドのアルバム『スタンリー・クラーク・バンド フィーチャリング 上原ひろみ』において、一部の曲でピアノ・ソロを演奏。

### 2011年
- 日本時間2月14日（現地時間13日）に行われた「第53回グラミー賞」で、バンドのメンバーとして自身も参加したアルバム『スタンリー・クラーク・バンド フィーチャリング 上原ひろみ』が第53回グラミー賞「Best Contemporary Jazz Album」（ベスト・コンテンポラリー・ジャズ・アルバム）を受賞した。
- 2月23日よりオンエアされたサッポロビール「シルクヱビス」のCM「新しい二人」篇で、『第三の男』のテーマのオリジナル・アレンジを演奏[7]。
- 3月16日、アンソニー・ジャクソンとサイモン・フィリップスを迎えたTHE TRIO PROJECTの第1弾アルバム『ヴォイス』をリリース。

### 2012年
- 4月1日、ニューヨークの国連総会議場で行われたユネスコ主催の「第一回インターナショナル・ジャズ・デー」に参加。
- 7月27日、「フジロックフェスティバル」のOrange CourtにHIROMI THE TRIO PROJECT featuring Anthony Jackson&Simon Phillipsとして出場。
- 9月、上原ひろみ Feat. Anthony Jackson&Simon PhillipsのTHE TRIO PROJECTとして2作目となるアルバム『MOVE』をリリース。

### 2013年
- 3月『MOVE』の全米発売に合わせ、アメリカで最も権威のあるジャズ専門誌『ダウン・ビート』4月号の表紙に登場。（日本人アーティストとしては、秋吉敏子以来33年ぶり2人目）[8]
- 4月、日本人アーティストでは唯一となるニューヨーク・ブルーノートでの9年連続6日間公演を成功させた。
- 8月、国立新美術館で開催された「アメリカン・ポップ・アート展」の公式テーマ曲を手掛ける。

### 2014年
- 5月、上原ひろみ Feat. Anthony Jackson&Simon PhillipsのTHE TRIO PROJECTとして3作目となるアルバム『ALIVE』をリリース。アーマッド・ジャマル、甲本ヒロト、ロバート・トゥルージロらが同作に推薦コメントを寄せた[9]。
- 12月、レキシ「レキシ対オシャレキシ」東名阪ツアーに、ピアノ・全曲アレンジで参加。

### 2016年
- アルバムの『SPARK』が全米ビルボードのTraditional Jazz Albums部門で1位、またジャズ総合でも1位になった[10]。ジャズ部門の総合1位は松居慶子以来2人目となった。

### 2017年
- 10月、「モントリオール国際ジャズフェスティバル」で出会ったジャズ・ハープ奏者エドマール・カスタネーダと共演した縁で、共作したアルバム『Live in Montreal』をHIROMI & EDMAR CASTANEDA名義で発売。

### 2019年
- 9月、ソロ・ピアノアルバム『Spectrum』発売。
- 11月から日本にて22公演の「Spectrum」ツアーを開始[11]。

### 2021年
- 7月23日、国立競技場で行われた2020年東京オリンピック開会式において、市川海老蔵と共演し、ピアノ演奏を披露した[12]。

### 2023年
- 文化庁長官表彰[13]。

### 2024年
- 2月3日、おおさかシネマフェスティバル2024 音楽賞を受賞[14]。
- 3月8日、第47回日本アカデミー賞 最優秀音楽賞を受賞[15][16]。

## コンサート（パフォーマンス）
| 日付                      | 場所                                                                        | タイトル・内容 |
| ------------------------- | --------------------------------------------------------------------------- | --- |
| 2000年8月25日             | 東京神田・東京TUC                                                           | 上原ひろみ ピアノライブ THIS IS ME |
| 2003年5月3日              | ケネディ・センター                                                          | 第8回ケネディ・センター・メアリー・ルー・ウィリアム・ウィミン・イン・ジャズ・フェスティヴァル（Eighth Annual Kennedy Center Mary Lou Williams Women in Jazz Festival)にトリオで出演 |
| 2003年6月11日             | 静岡・浜松アクトシティ21                                                    | 全米デビュー後の日本初ライブ |
| 2003年6月12日             | 東京渋谷・JZ Brat Sound of Tokyo                                            | |
| 2003年9月30日             | ニューヨーク、ジャズ・スタンダード                                          | |
| 2003年10月10日            | ドイツ、バードランド                                                        | |
| 2003年11月23日            | 名古屋・ブルーノート                                                        | 国内デビュー後の日本四大都市凱旋公演 |
| 2003年11月25日 - 26日     | 福岡・ブルーノート                                                          | 国内デビュー後の日本四大都市凱旋公演 |
| 2003年11月27日 - 28日     | 東京渋谷・JZ Brat Sound of Tokyo                                            | 国内デビュー後の日本四大都市凱旋公演 |
| 2003年12月1日 - 2日       | 大阪・ブルーノート（ジャズ・クラブ）（各日2ステージ）                       | 国内デビュー後の日本四大都市凱旋公演 |
| 2004年9月18日             |                                                                             | 東京JAZZ |
| 2004年10月・11月          | 日本公演（東京・札幌・大阪・名古屋・福岡・横浜）                            | |
| 2005年1月                 | ブルーノート（ニューヨーク）                                                | |
| 2005年7月31日             |                                                                             | フジロックフェスティバル |
| 2005年11月 - 12月         | 日本公演。8都市14公演。（福岡・大阪・仙台・横浜・静岡・名古屋・新潟・東京） | |
| 2006年1月                 | ブルーノート（ニューヨーク）                                                | |
| 2006年9月                 |                                                                             | 東京JAZZ。チック・コリアと共演。 |
| 2006年12月8日             | 昭和女子大学人見記念講堂                                                    | 矢野顕子とのジョイントライブ |
| 2006年12月11日 - 12月29日 | 日本（東京・名古屋・浜松・西宮）、タイ、シンガポール、インドネシア          | アジアツアー |
| 2007年4月                 | ブルーノート（ニューヨーク）                                                | 3年連続公演 |
| 2007年7月29日             |                                                                             | フジロックフェスティバル'07 |
| 2007年7月31日             | 高知市文化プラザかるぽーと                                                  | SUMMER LIVE IN KOUCHI（単独公演） |
| 2007年8月4日              |                                                                             | 情熱大陸SPECIAL LIVE SUMMER TIME BONANZA大阪公演 |
| 2007年8月5日              |                                                                             | SAPPORO CITY JAZZ |
| 2007年9月                 | ブルーノート東京                                                            | チック・コリアとのピアノ・デュオでのライブ |
| 2008年4月30日             | 日本武道館                                                                  | チック・コリアとのピアノ・デュオでのライブ |

その他多数

## テレビ出演
- 情熱大陸（毎日放送） 2003年10月19日
- 音遊人（テレビ東京）2004年11月19日・26日、2005年2月4日・10月8日、2006年9月30日、2007年5月20日
- J-MELO（NHK総合テレビ）2011年2月7日、6月13日
- 森田一義アワー 笑っていいとも!（フジテレビ） 2011年4月19日
- ソロモン流（テレビ東京）2011年5月29日
- アナザースカイ（日本テレビ） 2011年12月2日
- サワコの朝（毎日放送・TBS）2012年9月8日
- 心ゆさぶれ!先輩ROCK YOU（日本テレビ）2012年9月22日
- 徹子の部屋（テレビ朝日）2014年10月14日
- 嵐にしやがれ（日本テレビ） 2014年12月20日
- あさイチ（NHK総合テレビ） 2016年2月5日
- EIGHT-JAM（テレビ朝日） 2025年4月27日

## CM出演
- 伊藤園「TEAs' TEA NEW AUTHENTIC」（2016年10月 - ）[17]
- アサヒビール「スーパードライ」（2022年5月20日 - ）[18]

## ディスコグラフィ

### リーダー・アルバム
- 2003年6月25日 『Another Mind』テラーク UCCT-1077
  - 2004年9月8日、「SACDハイブリッド (UCGT-7002)」発売
  - 2002年9月録音
  - パーソネル 上原ひろみ (p)・Mitch Cohn (b)・Dave DiCenso (ds)・ゲストAnthony Jackson (b)・Jim Odgren (as)・Dave Fiuczynski (g)
- 2004年4月21日 『Brain』テラーク UCCT-1090
  - 2004年9月8日、「初回限定SACDハイブリッド (UCGT-7003)」発売
  - 2003年12月録音
  - パーソネル 上原ひろみ (p)・Anthony Jackson (b)・Tony Grey (b)・Martin Valihora (ds)
  - 米国盤は2004年5月25日に発売。
- 2005年10月19日 『スパイラル』テラーク 初回限定CD+DVD盤 UCCT-9003
  - 2005年12月27日、「通常盤 (UCCT-1145)」発売
  - 2006年11月22日、『スパイラル ツアーエディション』初回限定CD+DVD盤 UCCT-9004
  - 2008年8月20日、「初回限定SACDハイブリッド (UCGT-7011)」発売
  - 2005年5月録音
  - パーソネル 上原ひろみ (p)・Tony Grey (b)・Martin Valihora (ds)
  - 米国盤は2006年1月17日に発売。
- 2007年2月21日 『タイム・コントロール』テラーク UCCT-1181
  - 2008年8月20日、「初回限定SACDハイブリッド (UCGT-7012)」発売
  - HIROMI'S SONICBLOOM名義
  - 2006年10月録音
  - パーソネル 上原ひろみ (p)・Tony Grey (b)・Martin Valihora (ds)・David Fiuczynski (g)
  - 前作のトリオにDavid Fiuczynski (g)を迎え、ユニット・Hiromi's Sonicbloomで録音。
  - 米国盤は2007年3月27日に発売。
- 2008年5月28日 『ビヨンド・スタンダード』テラーク UCCT-1197
  - HIROMI'S SONICBLOOM名義
  - 同日、「初回限定CD+DVD盤 (UCCT-9007)」発売
  - 2008年8月20日、「初回限定SACDハイブリッド (UCGT-7012)」発売
  - 2008年11月5日、『ビヨンド・スタンダード・ツアー・エディション』初回限定CD+DVD盤 UCCT-9009発売
  - 2008年1月録音
  - パーソネル 上原ひろみ (p,keys)・Tony Grey (b)・Martin Valihora (ds)・David Fiuczynski (g)
- 2009年9月5日 『プレイス・トゥ・ビー』テラーク UCCT-1218[19]
  - 2010年11月17日　『プレイス・トゥ・ビー ツアーエディション』初回限定CD+DVD盤UCCT-9014発売
  - 2012年9月5日、「初回限定SACDｰSHM (UCGT-9003)」発売
  - 2019年9月18日、「初回限定CD+DVD盤 (UCCT-9012)」発売
  - 初のソロアルバム。
  - 日本盤にはボーナス・トラックとして矢野顕子参加の「グリーン・ティー・ファーム」が収録されている。
- 2011年3月16日 『ヴォイス』テラーク UCCT-1227
  - 上原ひろみ THE TRIO PROJECT featuring Anthony Jackson & Simon Phillips名義
  - 同日、「初回限定CD+DVD盤 (UCCT-9015)」発売
  - 2018年12月12日、「初回限定UHQCD x MQA-CD盤 (UCCO-40039)」発売
  - パーソネル 上原ひろみ (p)・Simon Phillps (ds)・Anthony Jackson (b)
- 2012年9月5日 『MOVE』（SHM-CD仕様）テラーク UCCT-1240
  - 上原ひろみ THE TRIO PROJECT featuring Anthony Jackson & Simon Phillips名義
  - 同日、「初回限定SHM-CD+DVD盤 (UCCT-9027)」、「初回限定SACDｰSHM (UCGT-9001)」発売
  - 2018年12月12日、「初回限定UHQCD x MQA-CD盤 (UCCO-40040)」発売
  - パーソネル 上原ひろみ (p,keys)・Simon Phillps (ds)・Anthony Jackson (contrabass guitar)
- 2014年5月21日 『ALIVE』（SHM-CD仕様）テラーク UCCT-1244
  - 上原ひろみ THE TRIO PROJECT featuring Anthony Jackson & Simon Phillips名義
  - 同日、「初回限定SHM-CD+DVD盤 (UCCT-9029)」、「初回限定プラチナSHM (UCCT-40001)」発売
  - 2018年12月12日、「初回限定UHQCD x MQA-CD盤 (UCCT-9029)」
  - パーソネル 上原ひろみ (p,keys)・Simon Phillps (ds)・Anthony Jackson (contrabass guitar)
- 2016年2月3日『SPARK』（SHM-CD仕様）コンコード UCCO-1167
  - 上原ひろみ THE TRIO PROJECT featuring Anthony Jackson & Simon Phillips名義
  - 同日、「初回限定SHM-CD+DVD盤 (UCCO-9998)」、「初回限定プラチナSHM (UCCO-40008)」発売
  - パーソネル 上原ひろみ (p, keys)・Simon Phillps (ds)・Anthony Jackson (contrabass guitar)
- 2019年9月18日『Spectrum』（SHM-CD仕様）コンコード UCCO-1211
  - 同日、「初回限定2SHM-CD盤 (UCCO-8031/2)」、「初回限定SACD-SHM (UCGO-9054)」発売
  - パーソネル 上原ひろみ (p)
- 2021年9月8日『Silver Lining Suite』（SHM-CD仕様）コンコード UCCO-1231
  - 同日、「初回限定2SHM-CD盤 (UCCO-8042/3)」、「初回限定SACD-SHM (UCGO-9056)」発売
  - パーソネル 上原ひろみ p,西江辰郎 1st violin,ビルマン聡平 2nd violin,中恵菜 viola,向井航 cello
- 2023年2月17日『BLUE GIANTオリジナル・サウンドトラック』（SHM-CD仕様）ユニバーサルクラシックス&ジャズ UCCJ-2220
  - パーソネル 上原ひろみ(p)・馬場智章(tenor sax)・石若駿(drums)：他
- 2023年10月6日『Sonicwonderland』（SHM-CD仕様）コンコード UCCO-1240
  - Hiromi's Sonicwonder 名義
  - 同日、「初回限定SHM-CD+DVD盤 (UCCO-8046)」「初回限定SACD-SHM (UCGO-9060)」発売
  - パーソネル 上原ひろみ(p,keys)・Hadrien Féraud(gt,ba)・Gene Coye(drums)・AdamO'Farrill(trumpet)・Oli Rockberger(vo)
- 2025年4月4日『Out There』（SHM-CD仕様）コンコード UCCO-1246
  - Hiromi's Sonicwonder 名義
  - 同日、「初回限定SHM-CD+DVD盤 (UCCO-8048)」発売
  - パーソネル 上原ひろみ(p,keys)・Hadrien Féraud(gt,ba)・Gene Coye(drums)・Adam O'Farrill(trumpet)・Michelle Willis(vo)

### コラボレーション
- 2008年1月30日 『デュエット』ストレッチ UCCO-1240/1 
  - チック・コリアとの2CDデュオアルバム
  - 同日、「初回限定2CD+DVD盤 (UCCO-9181)」発売
  - 2021年5月5日、「初回限定2SHM-CD盤 (UCCO-3115/6)」発売
- 2009年4月15日 『ジャズ・イン・ザ・ガーデン』ヘッズ・アップ UCCT-1212
  - スタンリー・クラーク・トリオ/上原ひろみ/レニー・ホワイト名義
- 2010年6月2日 『スタンリー・クラーク・バンド フィーチャリング 上原ひろみ』ヘッズ・アップ UCCT-1221[20]
  - スタンリー・クラーク・バンド名義
  - 2012年9月5日、「SACDｰSHM (UCGT-9004)」発売
- 2011年11月23日 『Get Together 〜LIVE IN TOKYO〜』（SHM-CD仕様）テラーク UCCT-1233
  - 矢野顕子×上原ひろみ名義
  - 同日、「初回限定SHM-CD+DVD盤 (UCCT-9022)」発売
  - パーソネル 矢野顕子 (vo, p)・上原ひろみ (p)
- 2017年3月8日 『ラーメンな女たち -LIVE IN TOKYO-』（SHM-CD仕様）コンコード UCCO-1171
  - 矢野顕子×上原ひろみ名義
  - 同日、「初回限定SHM-CD+DVD盤 (UCCO-8011)」発売
  - パーソネル 矢野顕子 (vo, p)・上原ひろみ (p)
- 2017年9月20日 HIROMI & EDMAR CASTANEDA 『Live in Montreal』（SHM-CD仕様）コンコード UCCO-1188
  - 上原ひろみ&エドマール・カスタネーダ名義
  - 同日、「初回限定SHM-CD+DVD盤 (UCCO-8018)」発売
  - 2017年11月22日、「初回限定プラチナSHM (UCCO-40029)」発売
  - パーソネル 上原ひろみ (p)・エドマール・カスタネーダ (Hp)
- 2022年12月7日 『DREAMS COME TRUE beauty and harmony LIVE in LOVE SUPREME JAZZ FESTIVAL JAPAN 2022』 UNIVERSAL SIGMA UMXK-1096 (Blu-ray + DVD + CD)
  - DREAMS COME TRUE名義
  - 吉田美和 (vo)・中村正人(ba)・上原ひろみ (p)・Chris Coleman (Ds)・古川昌義 (Gt)・馬場智章 (sax)
- 2024年12月6日 『Step Into Paradise -LIVE IN TOKYO-』（SHM-CD仕様）コンコード UCCO-1245
  - 矢野顕子×上原ひろみ名義
  - 同日、「初回限定SHM-CD+DVD盤 (UCCO-8047)」発売
  - パーソネル 矢野顕子 (vo, p)・上原ひろみ (p)
- 2025年4月11日 『Page30 オリジナル・サウンドトラック』ユニバーサルクラシックス&ジャズ UCCU-1695
  - 上原ひろみ、中村正人名義

### その他の参加作品
- 2009年2月25日 関西テレビ放送開局50周年記念ドラマ『トライアングル』 サウンドトラック BMG JAPAN BVCR-17077
  - 上原ひろみ、澤野弘之、林ゆうき名義
  - テーマイメージ曲「フラッシュバック」を提供[21]。國田大輔 (g)、田中晋吾 (ba)、坂東慧 (ds)